# Das Gespenst von Canterville (Erzählung)

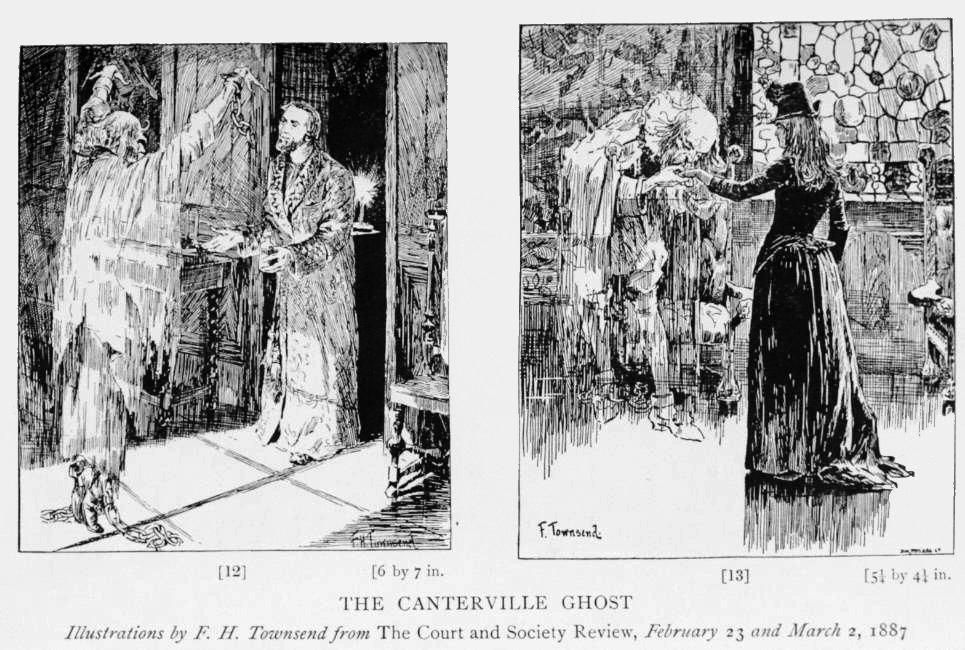
Illustration von Frederick Henry Townsend in der Zeitschrift The Court and Society Review, 1887

Die Erzählung Das Gespenst von Canterville (englisch The Canterville Ghost) des irischen Schriftstellers Oscar Wilde erschien erstmals im Jahr 1887 in der Londoner Zeitschrift The Court and Society Review – sie war das erste erzählerische Werk des Schriftstellers. Als Gesellschaftssatire beginnend, führt der Autor die Erzählung im Stil einer Burleske weiter, um sie romantisch-sentimental ausklingen zu lassen. Wilde selbst bezeichnete die Erzählung als „hylo-idealistische romantische Erzählung“.

## Inhalt
Der amerikanische Botschafter Hiram B. Otis zieht mit seiner Familie in das Schloss Canterville ein, das er trotz der Warnungen vor einem Gespenst gekauft hat. Bei dem Gespenst handelt es sich um einen Vorfahren der Cantervilles, Sir Simon, der vor etwa 300 Jahren seine Frau umgebracht hat und zur Strafe für diesen Mord nach dem Tod keine Ruhe finden kann. Dieses Familiengespenst soll für zahlreiche Nervenzusammenbrüche oder Todesfälle früherer Besitzer verantwortlich sein.
Kurz nach dem Einzug gibt es Anzeichen, die auf einen Poltergeist hinweisen, aber die pragmatische amerikanische Familie lässt sich nicht einschüchtern und zeigt sich von den seltsamen Vorkommnissen vollkommen unbeeindruckt. Auch ein sich immer wieder erneuernder Blutfleck auf dem Fußboden und Donnerschläge zu den ungünstigsten Zeitpunkten können die Familie nicht erschrecken. Stattdessen kämpft sie gegen jegliche Spukversuche des spukenden „Sir Simon“ mit modernen Hilfsmitteln an. Die erste Begegnung des Gespenstes mit der Familie endet damit, dass es von dem Botschafter aufgefordert wird, seine störend rasselnden Ketten mit Aurora-Schmieröl einzufetten, und von den jungen Zwillingssöhnen mit Kopfkissen beworfen wird. Auch später gelingt es dem Gespenst nicht, die Familie zu erschrecken. Stattdessen verletzt es sich beim Versuch, die eigene Ritterrüstung anzulegen, wonach Mrs. Otis dem Gespenst eine Medizin anbietet. Später stolpert es über von den Zwillingen gespannte Fäden, rutscht auf deren Butterfallen aus, wird selbst von einer Gespensterattrappe erschreckt und, als es die Tür zum Schlafzimmer der Zwillinge aufstößt, mit einem Krug Wasser übergossen.
Eines Tages kommt die jugendliche Tochter Virginia von einem Ausritt zurück, bei dem ihr Kleid zerrissen ist. Sie betritt das Schloss durch den Hintereingang und sieht im Gobelinzimmer jemanden, den sie für eine der Zofen ihrer Mutter hält. In der Hoffnung, diese könne ihr das Kleid ausbessern, betritt sie den Raum, erkennt jedoch das Gespenst, das traurig die herabfallenden Blätter betrachtet. Sie beschließt, es zu trösten, und spricht es an. Das Gespenst ist erstaunt über den Mut des Mädchens, beginnt aber ein Gespräch mit Virginia. Im Laufe dessen begreift sie nun das alte Gedicht „Wenn’s ein güldne Maid vollbringt, Sündenmund zum Beten zwingt, wenn die tote Mandel sprießt, Kindes Mitleidsträne  fließt: endlich wird’s im Haus dann still, Friede wohnt in  Canterville“, wonach es des Gebetes eines unschuldigen Kindes bedarf, um das Gespenst zu erlösen und es seine letzte Ruhe finden zu lassen. Furchtlos begleitet sie den Geist, um ihm zu helfen.
Als Virginia nicht zum Abendessen erscheint, beginnt eine aufgeregte Suche nach dem Mädchen. Der Verdacht, einige "Zigeuner" hätten es entführt, bestätigt sich nicht. Mr. Otis und Herzog Cecil, der Virginia verehrt, suchen die Gegend ab, die übrigen Familienmitglieder das Schloss. Am späten Abend gibt die Familie die Suche auf. Um Punkt Mitternacht kommt Virginia mit einem Donnerschlag zurück, mit einem Kästchen wertvollen Schmucks, den ihr das Gespenst aus Dankbarkeit überlassen hat.
Die Gebeine des Gespenstes werden beerdigt, Virginia darf den Schmuck behalten und heiratet ihren Verehrer, den Herzog Cecil.

## Interpretation
Die von Oscar Wilde geschriebene Erzählung beinhaltet eine ambivalente Gesellschaftskritik. Einerseits wird der damalige amerikanische Zeitgeist der „Neuen Welt“, durch bedingungslosen Materialismus die Domestizierung alles Übernatürlichen, des Gespenstes, zu erreichen, satirisch dargestellt. Andererseits wird der im 19. Jahrhundert in England vorherrschende romantische Glaube an das Übernatürliche persifliert, indem die Engländer der „Alten Welt“ eine parodistisch überzogene Angst vor dem Gespenst an den Tag legen.
(Wildes Umkehrung sorgt für den paradoxen Effekt der Geschichte, dass nicht die Bewohner Angst vor dem besagten Gespenst haben, sondern jenes vor den neuen Bewohnern.)
Oscar Wilde greift in seiner Erzählung die um 1890 erwachenden philosophischen Versuche auf, materialistische Seinslehre und idealistische Erkenntnistheorie miteinander zu verbinden. Das Gespenst ist sowohl materieller Ausdruck des eigenen Realitätsempfindens als auch Ziel der idealistischen Erkenntnistheorie. Unklar bleibt dabei, inwieweit diese „hylo-idealistische“ Position Bestandteil der Satire ist.

## Adaptionen

### Verfilmungen
- 1944: Das Gespenst von Canterville, Regie: Jules Dassin, als Gespenst: Charles Laughton
- 1964: Das Gespenst von Canterville, deutscher Fernsehfilm mit Barry McDaniel und Charles Brauer
- 1972: Kentervilskoe prividenie (Кентервильское привидение), sowjetischer Zeichentrickfilm
- 1974: The Canterville Ghost, mit David Niven als Gespenst und James Whitmore
- 1985: The Canterville Ghost, TV-Verfilmung mit Richard Kiley
- 1986: The Canterville Ghost, TV-Verfilmung mit John Gielgud als Gespenst und Alyssa Milano als Jennifer Canterville (entspricht der Rolle der Virginia Otis in der Erzählung)
- 1988: The Canterville Ghost, US-amerikanischer Animation-Kurzfilm
- 1990: The Canterville Ghost, Animation-Kurzfilm
- 1996: Das Gespenst von Canterville, TV-Verfilmung mit Patrick Stewart als Gespenst und Neve Campbell als Virginia Otis
- 1997: The Canterville Ghost, TV-Verfilmung mit Ian Richardson und Celia Imrie
- 2001: The Canterville Ghost, Animationsfilm
- 2005: Das Gespenst von Canterville, deutsche TV-Umsetzung (unter anderem mit Armin Rohde)
- 2008: Bhoothnath – Ein Geist zum Liebhaben (Bollywoodadaption)
- 2016: Le Fantôme de Canterville Film von Yann Samuell

### Hörspiele
- 1946: Das Gespenst von Canterville – Regie: Alfred Vohrer, mit Ferry Dittrich (Gespenst) und Johannes Marx, Fritz Klippel, Herbert Herbe (SDR)
- 1946: Das Gespenst von Canterville – Regie: Fritz Benscher – Sprecher nicht bekannt – (BR)
- 1948: Das Gespenst von Canterville – Regie und Sprecher nicht bekannt (Berliner Rundfunk)
- 1952: Das Gespenst von Canterville – Regie: Wolf Schmidt, mit Bernhard Minetti (Gespenst) und Konrad Georg, Friedrich Schoenfelder, Lieselotte Bettin (HR)
- 1953: Das Gespenst von Canterville – Regie: Willy Purucker, mit Rolf Olsen (Gespenst) und Fritz Rasp, Hans Nielsen, Pamela Wedekind (BR)
- 1992: Das Gespenst von Canterville – Regie: Gerda Zschiedrich, mit Friedo Solter (Gespenst) und Käthe Reichel, Klaus Piontek, Heide Kipp (DS Kultur)
- 1993: Das Gespenst von Canterville – Regie: Lilian Westphal, mit Henning Schlüter (Gespenst) und Peter Fricke, Marion van de Kamp, Robinson Reichel (BR)
- 2003: Das Gespenst von Canterville – Regie: Judith Lorentz, mit Stefan Kaminski (Zitator: u. a. Gespenst) und Peter Fricke, Laura Maire (SWR)
- 2005: Das Gespenst von Canterville – Regie nicht bekannt, mit Katharina Thalbach (Random House Audio)
- 2011: Das Gespenst von Canterville – Regie: Stephan Bosenius und Marc Gruppe, mit Hasso Zorn (Erzähler), Friedrich Georg Beckhaus (Gespenst), Eckart Dux, Boris Tessmann, Gudrun Landgrebe, Jan Makino, Annina Braunmiller, Dagmar von Kurmin, Jochen Schröder, Max Felder, Daniela Reidies, Sascha Rotermund, Petra Barthel, (Gruselkabinett)
- 2025: Das Gespenst von Canterville – Regie: Christoph Piasecki, mit Jan Uplegger (Gespenst), Reinhilt Schneider, Magdalena Montasser, René Oltmanns, Katrin Fröhlich, Cathlen Gawlich, Marco Eßer, Tom Raczko, Sebastian Fitzner, Tilo Schmitz, Bernd Vollbrecht und Peter Flechtner (Midnight Tales, Contendo Media)

### Theater
- 1997: Spielfassung von Thomas Birkmeir für Kinder von 6 bis 10 Jahren für das Theater der Jugend (Wien) bei www.kaiserverlag.at
- 2008: Eine Spielfassung für einen Schauspieler (Zuschauer ab zehn Jahre) von Stefan Karthaus und Joachim Berger am FWT Köln
- 2009: Zwei Fassungen (Familienstück und Musical) „Gespenst(er) von Canterville“ beim Bautzener Theatersommer.[4]
- 2010: Gabriele Maute: Das Gespenst von Canterville. Ein Theaterstück nach Oscar Wilde. Textausgabe mit Materialien. (Spielfassung für Kinder), Schroedel Verlag[5]
- 2010: dramatisierte und inszenierte der Regisseur Sascha Krohn Das Gespenst von Canterville für das Festival Annaberg goes Wilde – The Canterville Ghost Project. Die Uraufführung fand am 3. September 2010 in Annaberg-Buchholz in einem ehemaligen Klostergarten statt.
- 2014: Kinder- und Familienstück von Regisseurin Susanne Lietzow am Staatsschauspiel Dresden, Premiere am 31. Oktober 2014

### Musiktheater
- Spuk im Schloss, oder Böse Zeiten für Gespenster, Oper mit Musik von Jaroslav Křička, Libretto von Jan Löwenbach, bearbeitet von Max Brod. Uraufführung Stadttheater Breslau, 14. November 1931.
- Das Gespenst von Canterville, Fernsehoper mit Musik von Heinrich Sutermeister, Libretto vom Komponisten. Ursendung im ZDF, 6. September 1964.
- The Canterville Ghost, Fernsehmusical mit Musik von Jerry Bock, Libretto von Sheldon Harnick. Ursendung im Network ABC, 2. November 1966.
- The Canterville Ghost, Kinderoper mit Musik von Martin Kalmanoff, Libretto vom Komponisten. Uraufführung Judson Hall, New York, 11. März 1967.
- Кентервильское привидение, Oper mit Musik von Alexander Aronowitsch Knaifel (1965/66), Libretto von Tamara Kramarova. Uraufführung im Hauser der Leningrader Союз композиторов, 26. Februar 1974.
- Kentervilski duh, Oper von Boris Papandopulo, Libretto von Nenad Turkalj. Uraufführung Osijek 5. Juni 1979.
- Spöket på Canterville, Oper von Arne Mellnäs, Libretto vom Komponisten. Uraufführung Norrlandsoperan Umeå 25. April 1981.
- Das Gespenst von Canterville, Familienoper mit Musik von Marius Felix Lange nach einem Libretto von Michael Frowin. Uraufführung Opernhaus Zürich 23. November 2013, Neufassung 2. November 2014 Komische Oper Berlin.
- 2014: Das Schlossgespenst und der Geist von Canterville: Kinderoper mit Musik von Danyal Dhondy (Musik), Libretto von Kerstin Weiß und Enke Eisenberg. Uraufführung im Rahmen der Schlossfestspiele Marburg am 19. Juli 2014.
- The Canterville Ghost: Opereinakter mit Musik von Gordon Getty, Libretto vom Komponisten. Uraufführung Oper Leipzig, 9. Mai 2015.
- Das Gespenst von Canterville, Musical von Robert Persché (Komposition und Libretto), Uraufführung Stadttheater Klagenfurt 2001.

### Bilderbuch
- Das Gespenst von Canterville, Bilderbuch von Joelle Tourlonias, Verlagshaus Jacoby & Stuart. Berlin 2014, ISBN 3942787482